# Thomas Rowe
Pour les articles homonymes, voir Rowe.
Thomas Rowe est un biographe et poète anglais né le 25 avril 1687 et mort le 13 mai 1715.

## Biographie
Son père était un pasteur protestant assez érudit, et de bonne heure il lui enseigna le latin, le grec et l'hébreu. Rowe alla continuer ses études à l'université de Leyde, où il se perfectionna dans l'étude des langues anciennes et acquit quelques connaissances en physique. Il voyagea en Hollande, puis revint en Angleterre, où il se fit le défenseur intrépide des droits des
citoyens contre la royauté. En 1709, il fit la connaissance de Mlle Singer et l'épousa. Le travail excessif auquel il se livrait abrégea ses jours et il mourut âgé de vingt-huit ans.

## Œuvres
On a de lui, en anglais, des vies de personnages appartenant tous à l'histoire ancienne, parmi lesquelles on remarque celles d’Énée, de Tullus Hostilius, d'Aristoméne, de Tarquin l'Ancien, de Lucius Junius Brutus, de Gélon, de Cyrus et de Jason.  Elles ont été traduites en français par l'abbé Bellanger et réunies à la traduction de Plutarque par Dacier. On a de Rowe quelques imitations ou traductions de poètes latins et français, qui figurent dans les Œuvres mêlées de sa femme (Londres, 1739). 

## Source
Grand dictionnaire universel du XIXe siècle